# Almaz Capital
Almaz Capital to międzynarodowy fundusz venture capital inwestujący w start-upy tworzące oprogramowanie oraz platformy SaaS. Główne spółki portfelowe funduszu zostały założone przez przedsiębiorców z Europy Środkowej lub Wschodniej i koncentrują swoją działalność na rynkach globalnych i amerykańskim. Siedziba Almaz Capital znajduje się w Portola Valley, w stanie Kalifornia, ma biuro w Berlinie i przedstawicielstwa w krajach Europy Środkowej i Wschodniej. Partnerem zarządzającym Almaz Capital jest Aleksander Galicki.

## Historia
W 2004 roku firma Cisco zwróciła się do Aleksandra Galickiego, byłego naukowca i przedsiębiorcy technologicznego, piastującego stanowisko prezesa Russian Tech Tour, oferując mu wsparcie finansowe w stworzeniu funduszu inwestycyjnego wysokiego ryzyka inwestującego w rosyjskie start-upy. Galicki wybrał model bridge jako podstawę funduszu. Wyszukiwał obiecujące start-upy z Europy Wschodniej, które tworzyły technologie dla rynków globalnych, a następnie łączył je z zachodnimi firmami, zainteresownymi możliwością współpracy z inżynierami z Europy Wschodniej.
Galicki założył Almaz Capital w 2008 roku wraz z trzema partnerami. Byli to Charles Emmitt Ryan, założyciel United Financial Group, starszy doradca Deutsche Bank i były dyrektor generalny Deutsche Bank Russia; Peter Łukjanow, Amerykanin pochodzenia rosyjskiego, pracujący w Alloy Ventures, i Paweł Bogdanow, partner w funduszu inwestycyjnym wysokiego ryzyka "Rosyjskie technologie". Geoffrey Baehr, który był kuratorem wspólnych projektów z Galickim w latach 1990., kiedy był głównym sieciowym dyrektorem w Sun Microsystems, później dołączył do Almaz Capital jako doradca. W 2011 roku Łukjanow zrezygnował z Almaz Capital, a Baehr został czwartym komplementariuszem funduszu.

## Fundusze
Almaz Capital I pozyskał m.in. 30 milionów USD z Cisco i 20 milionów USD z Europejskiego Banku Odbudowy i Rozwoju. Almaz Capital II zebrał około 200 milionów dolarów od swoich komandytariuszy. Cisco pozostało wiodącym inwestorem funduszu Almaz Capital II w innych dużych inwestycjach, we współpracy z UFG, EBOR i Międzynarodowej Korporacji Finansowej. W wywiadzie dla gazety "Wiedomosti" Galicki zaznaczył, że Almaz Capital II pozyskiwał pieniądze z kilku inwestorów prywatnych.

## Inwestycje
Almaz Capital I koncentrował się na start-upach z WNP i Stanów Zjednoczonych, a drugi fundusz rozszerzył obszar działania na kraje Europy Wschodniej. Od 2008 do 2019 roku Almaz Capital zainwestował ponad 200 milionów dolarów w ponad 30 firm. Do kluczowych spółek portfelowych funduszu należą:
- Acronis (Almaz Capital otrzymał udział w spółce w wyniku przejęcia przez Acronis spółki portfelowej nScaled w 2014 r)[12];
- CarPrice (inwestycja początkowa w 2014 r., a następna w 2015 r. wspólnie z Baring Vostok Capital Partners i innymi inwestorami)[13][14];
- GoodData (wspólnie z Andreessen Horowitz, Intel Capital i Tenaya Capital w 2014 roku)[15];
- GridGain (wspólnie z Sbierbank Rossii, MoneyTime Ventures i RTP Ventures)[16];
- Hover (platforma modelowania 3D dla nieruchomości, kilka inwestycji od 2012 roku wraz z Alsop Louie Partners, Google Ventures, Home Depot)[17][18];
- Octonion (IoT platforma dla rozwiązań AI, wspólne inwestycje z Ginko Ventures w 2016 roku)[19];
- Petcube (wspólnie inwestycje z Y Combinator, Cabra.vc i AVentures w 2015 roku)[20];
- Yandex (2009, dwa lata przed IPO)[21].

### Wyjścia
Według stanu na sierpień 2019 r. fundusz miał 13 wyjść:
- Yandex (IPO w 2011 r. i kolejne oferty w kolejnych latach)[2][22];
- Qik (nabyte przez Skype w 2011 roku)[23][24][25];
- Vyatta (nabyte przez Brocade Communications Systems w 2012 r.)[26][27][28];
- nScaled (nabyte przez Acronis w 2014 r.)[12];
- Odin (wydzielone z Parallels, a później przejęte przez Ingram Micro w 2015 r.)[29][30];
- AppScotch (nabyte przez App Annie w 2016 r.)[31];
- Sensity Systems (Platforma oświetleniowa LED dla inteligentnych miast, zakupiona przez Verizon Communications w 2016 r.)[9][32][33];
- Plesk (wydzielone z Parallels, a następnie przejęte przez Oakley Capital w 2017 r.)[34][35];
- Fasten (nabyte przez Vezet Group w 2017 r.)[36];
- Parallels (nabyte przez Corel Corporation w 2018 r.)[37][38][39];
- MakeTime (nabyte przez Xometry w 2018 r.)[40];
- Acumatica (nabyte przez EQT Partners w 2019 r.)[41];
- Content Analytics (nabyte przez Syndigo w 2019 r.)[42].